# (12793) Hosinokokai
(12793) Hosinokokai est un astéroïde de la ceinture principale.

## Description
(12793) Hosinokokai est un astéroïde de la ceinture principale. Il fut découvert le 30 octobre 1995 à Nanyo par Tomimaru Okuni. Il présente une orbite caractérisée par un demi-grand axe de 2,26 UA, une excentricité de 0,14 et une inclinaison de 3,4° par rapport à l'écliptique.